# المرأة في الشرائع السابقة للإسلام
المرأة العربية في العصرالجاهلي
لقدْ تكلم القرآن والسنَّة عن حالِ المرأة قبل بزوغ شمس الإسلام؛ تذكيرًا للنساء بمِنَّة التحرير من قيود الذُّلِّ والإهانة، وما أضْفَى إليهنَّ من مكارمَ ومكانة، وإليك بعض الجوانب التي تبيِّن لك وضْعَ المرأة وواقعها في ذلك العصر.

## مكانة المرأة عندهم
لقد أبغض العربُ البنات، وكان أحدُهم إذا بُشِّر بمولود أنثى علاَ وجهَه الكآبةُ والحزن، ثم يفكِّر في مصير تلك الأنثى أيُمسِكها على هون أم يدسها في التُّراب؟ يقول الله تعالى: ﴿ وَيَجْعَلُونَ لِلَّهِ الْبَنَاتِ سُبْحَانَهُ وَلَهُمْ مَا يَشْتَهُونَ * وَإِذَا بُشِّرَ أَحَدُهُمْ بِالْأُنْثَى ظَلَّ وَجْهُهُ مُسْوَدًّا وَهُوَ كَظِيمٌ * يَتَوَارَى مِنَ الْقَوْمِ مِنْ سُوءِ مَا بُشِّرَ بِهِ أَيُمْسِكُهُ عَلَى هُونٍ أَمْ يَدُسُّهُ فِي التُّرَابِ أَلَا سَاءَ مَا يَحْكُمُون ﴾ [النحل: 57 - 59].
وعن ابن عبَّاس - رضي الله عنهما - قال: «كان الرجلُ إذا مات أبوه أو حَمُوه فهو أحقُّ بامرأته، إنْ شاء أمسكها، أو يحبسها حتى تفتدي بصَداقها، أو تموت فيذهب بمالِها».
وكانتِ المرأة في الجاهلية تُمسَك ضرارًا للاعتداء، وتُلاقِي من بعْلها نشوزًا أو إعراضًا، وتُترك أحيانًا كالمعلَّقة.
وكان أحدُهم إذا أراد نجابةَ الولد حمَل امرأته - بعد طُهْرها من الحيْض - إلى الرجل النجيب كالشاعِر والفارس، وترَكها عندَه حتى يَسْتَبِينَ حملُها منه، ثم عاد بها إلى بيتِه، وقد حملتْ بنجيب!

{{{وقال قتادة:}}} «كان الرجلُ في الجاهلية يقامِر على أهله وماله، فيقعد حزينًا سليبًا ينظر إلى ماله في يدِ غيره، فكانتْ تُورِث بينهم عداوةً وبغضًا».

## حرمانها من الإرث
كانتِ المرأة في الجاهلية لم يكن لها حقُّ الإرْث، وكانوا يقولون في ذلك: «لا يَرثُنا إلا من يحمل السيفَ ويَحْمي البيضة»، فإذا مات الرجلُ ورِثَه ابنُه، فإن لم يكن، فأقرب مَن وُجِد مِن أوليائه أبًا كان أو أخًا أو عمًّا، على حين يضمُّ بناتِه ونساءه إلى بناتِ الوارث ونِسائِه، فيكون لهنَّ ما لهنَّ، وعليهنَّ ما عليهنَّ.
وكانوا إذا مات الرجل وله زوجةٌ وأوْلاد مِن غيرها، كان الولد الأكبر أحقَّ بزوجة أبيه من غيرِه، فهو يعتبرها إرثًا، كبقيَّة أموالِ أبيه، فإنْ أراد أن يعلن عن رغبتِه في الزواج منها طرَح عليها ثوبًا، وإلاَّ كان لها أن تتزوَّج بمَن تشاء[2].

## وأد البنات
معنى الوأد:
لقد حَرَمَ الجاهليُّون المرأة حقَّها في الحياة إنسانًا، فقتلوها بطريقةٍ بشعة، تدلُّ على الهمجية، وغياب الرحمة والإنسانية، وذلك بوأدِ البنت، وهي: أن تُدفَن حيَّة في التراب حتى تموت، أمَّا طريقة الوأد فيَصِف الزمخشري - عفا الله عنه - لنا الطريقةَ فيقول: «كان الرجل إذا ولدتْ له بنت، فأراد أن يستحييها ألبسَها جبَّة من صوف، أو شَعر، ترعى له الإبل والغَنم في البادية، وإنْ أراد قتْلَها تركها، حتى إذا كانتْ سداسية، قال لأمِّها: طيِّبيها وزيِّنيها، حتى أذهب بها إلى أحمائِها، وقد حفَر لها بئرًا في الصحراء، فيبلغ بها البئر فيقول لها: انظري فيها، ثم يدفعها مِن خلْفها، ويهيل عليها التراب حتى تستويَ البِئر بالأرْض، وقيل: كانت الحاملُ إذا أقربت، حفرتْ حفرة فتمخَّضت على رأس الحُفْرة، فإذا ولدتْ بنتًا رمتْ بها في الحفرة، وإنْ ولدت ابنًا حبستْه»[3].
فيكون لكراهيتهم جِنسَ الإناث، أو خوفًا عليهن مِن السبي والعار، فيقتلهنَّ حمية أو غَيْرة، ويقال: إنَّ أول مَن فعَل ذلك قيس بن عاصم التميمي، حين أغار عليه النعمان بن المنذر بعدَ أن منعتْه تميم الإتاوة فحاربَهم، وسبَى نساءَهم، وأسر بنتَه فاتَّخذها لنفسه، ثم حصَل بينهم صُلْح، فخَيَّر ابنته فاختارتْ زوجها، فآلَى على نفسه ألاَّ تُولَد له بنت إلا دفنَها حية، فتَبِعه العربُ في ذلك، وروي أنَّ قيسا وأدَ بِضعَ عشرة بنتًا[4].
وكان مِن العرب فريقٌ ثالث يقتلون أولادهم مطلقًا، إمَّا نفاسةً منه على ما ينقصه من مال، وإمَّا مِن عدم ما ينفقه عليه، وقد ذكَر الله ذلك في قوله: ﴿ وَلَا تَقْتُلُوا أَوْلَادَكُمْ مِنْ إِمْلَاقٍ نَحْنُ نَرْزُقُكُمْ وَإِيَّاهُمْ ﴾ [الأنعام: 151].
ونحن إذ نتكلَّم عنْ وأدِ البنات الذي كان أمرًا طبيعيًّا عن العرَب في الجاهلية، لكنَّه لمنتكسي الفِطرة، قساة القلوب والأفئدة.
نجد في المقابل أعلامًا استنقذوا البناتِ من الوأد؛ لأنَّه لم يخلُ مجتمع مِن أصحاب القلوب الرَّحيمة، والنفوس الزكيَّة الأبيَّة التي تأبَى الظلم والضَّيْم، وترفضه.
وهؤلاءِ الذين فعَلوا ذلك، يُحمد لهم فِعْلهم، ويُعاونون على صَنيعهم، بخلافِ هؤلاء الذين مات الإحساسُ فيهم.
ومِن بيْن هؤلاء الأعلام مَن بذَل ماله لصونِ البنات عنِ الوأد، وسعَى سعيًا حثيثًا لذلك:
{{{ صَعْصعة بن ناجية التَّميمي}}}
```
فقدْ كان يتلمَّس مَن مسَّها المخاض، فيغدو إليها، ويستوهِب الرجلَ حياةَ مولودة إنْ كانت بنتًا على أن يبذلَ له في سبيلِ ذلك بعيرًا وناقتَين عشراويَيْن، فجاء الإسلامُ وقد افتدَى أربعمائة وليدة[5].
```

{{{زَيْد بن عمرو بن نُفَيل القرشي}}}
```
كان يَضرِب بيْن مضارب القوم فإذا بصُر برجل يَهُمُّ بوأدِ ابنته، قال له: لا تقتلْها، أنا أكفيك مؤونتها، فيأخذها، ويلي أمرَها حتى تشبَّ عن الطوق، فيقول لأبيها: إن شئتَ دفعتُها إليك، وإن شئتَ كفيتُك مؤونتها[6].
```

## زواج المرأة عندهم
أمَّا الزَّواج عندَ أهل الجاهلية فشيءٌ يدعو للغرابةِ والتعجُّب لا سيَّما الصُّور الثلاثة الأخيرة الآتية في هذا الحديث:
{{{روَى البخاريُّ من طريق عروة بن الزبير أنَّ عائشة زوْج النبي - صلَّى الله عليه وسلَّم}}} - أخبرتْه: أنَّ النِّكاح في الجاهلية كان على أربع أنحاء، فنِكاح منها نِكاح الناس اليوم: يخطُب الرجلُ إلى الرجلِ وليتَه أو ابنتَه، فيُصدقها ثُم ينكحها، ونكاح آخَر: كان الرجل يقول لامرأتِه إذا طهرتْ مِن طمثها أرْسِلي إلى فلان فاستبْضِعي منه، ويعتزلها زوجُها ولا يمسها أبدًا حتى يتبيَّنَ حملُها مِن ذلك الرجل الذي تستبضِع منه، فإذا تبيَّن حملُها أصابها زوجُها إذا أحبَّ، وإنما يفعل ذلك رغبةً في نجابة الولد، فكان هذا النِّكاح نِكاحَ الاستبضاع، ونكاح آخر: يجتمع الرَّهْطُ ما دون العشرة فيدخلون على المرأة، كلُّهم يصيبها فإذا حملتْ ووضعتْ ومرَّ عليها ليالٍ بعد أن تضَع حملها أرسلتْ إليهم، فلمْ يستطع رجلٌ أن يمتنع حتى يجتمعوا عندَها تقول لهم: قد عرفتُم الذي كان مِن أمركم، وقد ولدت فهو ابنُك يا فلان، تُسمِّي مَن أحبَّتِ باسمه، فيلحق به ولدُها لا يستطيع أن يمتنع منه الرَّجُل، ونِكاح رابع: يجتمع الناسُ كثيرًا فيدخلون على المرأة لا تَمتنع ممَّن جاءَها وهنَّ البغايا، كن ينصبْنَ على أبوابهنَّ راياتٍ تكون عَلَمًا، فمَن أراد دخَل عليهنَّ، فإذا حملتْ إحداهنَّ، ووضعَتْ حملَها، جمعوا لها ودَعوا القافة ثم ألْحقوا ولدَها بالذي يرون، فالْتاط به ودُعِي ابنه، لا يمتنع مِن ذلك، فلمَّا بعث النبي - صلَّى الله عليه وسلَّم - بالحقِّ هدَم نكاح الجاهلية كلَّه إلا نكاح الناس اليوم.

## طلاق المرأة، ونظام عدَّتها عندهم.
كانتِ النساء أو بعضهنَّ يُطَلَّقْنَ الرجال في الجاهلية، ولم يكن النِّساءُ يومئذٍ بحاجة إلى المصارحة بالطلاق، بل كان حَسْب البدويات منهنَّ أن يحولْنَ أبوابَ أخبيتهنَّ إن كانت إلى الشرق فإلى الغرب، أو كانت إلى الجنوب فإلى الشمال، وكان لهنَّ - إذا لم يَكُنَّ ذوات أخبية - أساليب يدللن بها الرجال على الطلاق، فليس لهم عليهنَّ مِن سبيل، فكان بعضهنَّ إذا تزوَّجت رجلاً، وأصبحتْ عنده كان أمرُها إليها، وتكون علامة ارتضائها الزوج أن تعالج له طعامًا إذا أصبح.
```
{{{وأما عِدَّتها في الجاهلية: }}}
 يقول الإمام القرطبيُّ عند تفسير قولِ الله تعالى: ﴿ الطَّلاقُ مَرَّتَانِ فَإِمْسَاكٌ بِمَعْرُوفٍ أَوْ تَسْرِيحٌ بِإِحْسَانٍ ﴾ [البقرة: 229]، قد ثبت أنَّ أهل الجاهلية لم يكنْ عندَهم للطلاق عدد، وكانت عندَهم العِدَّة معلومة مقدورة، وكان هذا في أوَّل الإسلام برهة، يُطلِّق الرجل امرأته ما شاء مِن الطلاق، فإذا كادتْ تحل مِن طلاقه راجعَها متى شاء، فقال رجلٌ لامرأته على عهْد 
النبي
 - صلَّى الله عليه وسلَّم -: "لا أُويك ولا أَدعك تحلِّين، قالت: وكيف؟ قال: أُطلِّقك فإذا دَنا مُضيُّ عِدتك راجعتُك، فشكَتِ المرأة ذلك إلى عائشةَ، فذكرت ذلك للنبيِّ - صلَّى الله عليه وسلَّم - فأنْزل الله تعالى هذه الآية بيانًا لعدد الطلاق.
```

ومِن قراءة ما ورَد في الطلاق في الجاهلية، يظهر ما لَحِق بالمرأة من ضرَر، وما كانت تلقاه مِن ظلم وتعنُّت، حتى أصبحتْ ألعوبة في يدِ الرجل، يُطلِّقها متى شاء كيفما شاءَ، حتى رفَع الإسلامُ ظلمَ الرجل عنها وتسلُّطَه عليها.

التصنيف:تاريخ